# Markus Niemelä
Markus Niemelä (Rauma, 20 de marzo de 1984) es un piloto finlandés de automovilismo. En 2004 obtuvo dos campeonatos de Fórmula Ford y en 2008 ganó el Atlantic Championship. Ha competido además en Fórmula Renault y GP2 Series, entre otros.

## Carrera profesional

### Inicios
En 1998 Niemelä ganó el campeonato finlandés de karts junior con el máximo número de puntos alcanzables. En 2001, una lesión en el brazo le impidió participar en la Fórmula A. Sí ganó la única carrera en la que participó.
En 2002, Niemelä fue campeón finlandés de Fórmula A. Marcó el mejor tiempo en al menos una manga en cualquier carrera europea, salvo una vuelta. También se clasificó para el campeonato mundial, pero por problemas técnicos no terminó. En 2003, Niemelä no pudo correr durante tres meses debido a un accidente. Regresó en el campeonato mundial quinto.
Niemelä se convirtió en el campeón de Fórmula Ford de Finlandia y Suecia y en el ganador del STCC. Lideró el campeonato escandinavo hasta la penúltima ronda, pero terminó segundo porque no participó en la ronda final. Fue nominado como «Campeón Joven» por la ASN Finlandesa. También probó para la Fórmula BMW y fue el más rápido en múltiples pruebas no oficiales.

### Fórmula BMW y Fórmula Renault
Niemelä terminó séptimo en puntos del campeonato de Fórmula BMW con una victoria y una pole position. La temporada estuvo marcada por muchos accidentes en 12 de las 20 carreras. También fue quinto en el Campeonato de Invierno de Fórmula Renault del Reino Unido. También condujo en la Fórmula Renault normal como piloto de pruebas en la primera carrera.
En la Fórmula Renault 2.0 Británica de 2006, Niemelä logró una victoria, una pole position y una vuelta rápida. Ganó los premios Multiple Driver Of The Day otorgados por Renault Sport. Terminó 7º en el campeonato con los mejores resultados 1º, 2º, 3º y dos veces 4º.
En la Eurocopa de Fórmula Renault 2.0 de 2007, tuvo seis participaciones y el mejor resultado fue segundo en Hungaroring. En el Campeonato Asiático tuvo cuatro salidas con dos victorias y un segundo lugar. Su tercera victoria de cuatro carreras fue anulada más tarde debido a saltarse la salida.

### GP2 Series y Atlantic Championship
Desde Hungaroring, condujo en GP2 para el equipo BCN Competición en sustitución de Sakon Yamamoto, que había ascendido a Fórmula 1.
Niemelä ganó el Atlantic Championship Series para el equipo de Brooks Associates después de ganar las dos últimas rondas de la temporada.
En 2009, Niemelä regresó en esta serie para defender su título, esta vez con Newman Wachs Racing. En las primeras cinco carreras no pudo conseguir un solo podio y, por lo tanto, se mudó a Jensen MotorSport, pero no logró el éxito y terminó el año en sexto lugar.

### Años posteriores
Continuando en Estados Unidos, el piloto finlandés tuvo participaciones puntuales en carreras de óvalos de tierra y de asfalto. Llegó a competir en una fecha de la NASCAR K&N Pro Series West.

## Resultados

### GP2 Series
(Clave) (negrita indica pole position) (cursiva indica vuelta rápida puntuable)

| Año  | Escudería       | 1   | 1   | 2   | 2   | 3   | 3   | 4   | 4   | 5   | 5   | 6   | 6   | 7   | 7   | 8   | 8   | 9   | 9   | 10  | 10  | 11  | 11  | Pos. | Puntos | Ref.  |
| ---- | --------------- | --- | --- | --- | --- | --- | --- | --- | --- | --- | --- | --- | --- | --- | --- | --- | --- | --- | --- | --- | --- | --- | --- | ---- | ------ | ----- |
| 2007 | BCN Competición | SAK | SAK | BAR | BAR | MON | MON | MAG | MAG | SIL | SIL | NÜR | NÜR | BUD | BUD | EST | EST | MNZ | MNZ | SPA | SPA | VAL | VAL | 31.º | 0      | [ 2 ] |
| 2007 | BCN Competición |     |     |     |     |     |     |     |     |     |     |     |     | Ret | DNS |     |     | 9   | 11  | 11  | Ret | 14  | Ret | 31.º | 0      | [ 2 ] |